# Підгірне (Німанський район)
Підгірне (рос. Подгорное) — селище Німанського району, Калінінградської області Росії. Входить до складу Німанського міського поселення.
Населення —  45 осіб (2015 рік). 